# Cytheromorpha pascagoulaensis
Cytheromorpha pascagoulaensis är en kräftdjursart. Cytheromorpha pascagoulaensis ingår i släktet Cytheromorpha och familjen Loxoconchidae. Inga underarter finns listade i Catalogue of Life.